# Mortal Kombat 11
Mortal Kombat 11 (comúnmente abreviado como MK11) es un videojuego de lucha desarrollado por NetherRealm Studios y publicado por Warner Bros. Interactive Entertainment. Se ejecuta en una versión muy modificada de Unreal Engine 3, es la undécima entrega principal de la serie Mortal Kombat y una secuela de 2015 Mortal Kombat X. Fue anunciado en The Game Awards 2018 y el eslogan oficial es: "You're next" (lit. Tú eres el siguiente). El juego se lanzó en Norteamérica y Europa el 23 de abril de 2019 para Microsoft Windows, Nintendo Switch, PlayStation 4 y Xbox One. La versión Switch se retrasó en Europa y se lanzó el 10 de mayo de 2019. Se lanzó en Stadia el 19 de noviembre de 2019.
Tras su lanzamiento, las versiones de consola de Mortal Kombat 11 recibieron críticas generalmente favorables, que elogiaron la jugabilidad, la historia, los gráficos y el código de red mejorado, pero recibió críticas por la presencia de microtransacciones y la excesiva dependencia del grind. El 26 de mayo de 2020 se lanzó una expansión titulada Aftermath. Esta incluye un modo historia adicional, tres nuevos personajes, nuevos escenarios y el regreso de las Fatalities de escenario y el movimiento final Friendship. 
Una versión mejorada del juego, titulada Mortal Kombat 11: Ultimate, que incluye todo el contenido descargable hasta ese momento, se lanzó para Nintendo Switch, PlayStation 4, PlayStation 5, Xbox One, Xbox Series X/S y Microsoft Windows el 17 de noviembre de 2020. Una secuela y segundo reinicio de la serie, Mortal Kombat 1, se lanzó el 19 de septiembre de 2023.

## Jugabilidad
Al igual que los dos juegos anteriores de la serie, Mortal Kombat 11 es un videojuego de lucha 2.5D.  Junto con el regreso de los Fatalities y Brutalities, se introducen nuevas características de juego, como Fatal Blows y Krushing Blows.  Los Fatal Blows son movimientos especiales similares a los movimientos X-Ray en Mortal Kombat X.  Al igual que los movimientos X-Ray, estos Fatal Blows infligen una gran cantidad de daño, pero a diferencia de ellos, solo están disponibles cuando la salud de un jugador cae por debajo del 30%, y solo se puede realizar una vez por partida. Los Krushing Blows es una variación cinematográfica especial de un movimiento especial dado, que se activa cuando se cumplen ciertos requisitos, como la mayoría de los Brutalities en el juego anterior. También nuevo en la serie es un mecánico Flawless Block, que permite una ventana de regreso después de bloquear un ataque con un tiempo preciso. Otro finalizador que regresa es Mercy, visto por última vez en Mortal Kombat 3,  donde el jugador ganador puede optar por revivir a su oponente, dándole una pequeña cantidad de vida. En el pack de expansión Aftermath se incluyeron otros 2 finishers que regresaron de Mortal Kombat II, los Stage Fatalities, los cuales hacen que los escenarios acaben con la vida de los oponentes y los Friendships, estos últimos muestran a los personajes con su lado más amistoso, olvidando que estaban en un combate a muerte.
Mortal Kombat 11 presenta una característica de Variación personalizada que ofrece un sistema de personalización de personajes similar al sistema Gear en el videojuego de lucha anterior de DC Comics de NetherRealm Studios Injustice 2, mejorando con el sistema de variación presentado en Mortal Kombat X.  Cada personaje tiene un conjunto inicial de atuendos, armas y movimientos, que el jugador puede personalizar aún más. Sin embargo, a diferencia de Injustice 2, en Mortal Kombat 11 la apariencia de los personajes no determina sus habilidades, lo que permite a los jugadores crear listas de movimientos personalizados independientemente de la apariencia de su personaje.

## Argumento
El juego comienza justo momentos antes al final de los hechos ocurridos en el epílogo de Mortal Kombat X. Raiden ha absorbido la energía que Shinnok indujo en la fuente del jinsei, adquiriendo una personalidad autoritaria y despiadada, afirmando que no mostrará clemencia con aquellos que amenacen la paz del Reino de la Tierra. Raiden tortura y decapita al dios caído Shinnok, mientras tanto, una misteriosa figura observa los eventos desde las sombras.
- Capítulo 1: Una nueva generación (Cassie Cage): Dos años después de estos sucesos, la general Sonya Blade proclama el ascenso de su hija Cassie al rango de comandante por sus acciones en el transcurso de Mortal Kombat X; Cassie trabaja conjuntamente con Jacqui Briggs quien sustituye a su padre Jax el cual se retiró de las Fuerzas Especiales luego de que fuera diagnosticado con Estrés Postraumático debido a la experiencia de ser asesinado, posteriormente convertido en Retornado y ser resucitado. En ese momento, Raiden aparece revelándoles que los retornados Liu Kang y Kitana se han hecho con el poder en el Inframundo y amenazan con invadir la Tierra; declara que ambos se refugian en la catedral de Shinnok. Sonya propone que un equipo de las Fuerzas Especiales liderado por ella y Cassie se infiltre en la catedral para destruirla mientras Raiden actúa como señuelo. La operación es un éxito, destruyendo la catedral en el proceso, sin embargo, la general Blade queda atrapada bajo los escombros, inmolándose hasta morir. Cassie y Jacqui Briggs logran escapar del Inframundo gracias a Raiden, si bien pagando un sacrificio muy alto. En ese momento, Kronika, Guardiana del Tiempo, aparece frente a Liu Kang y Kitana, proponiéndoles una alianza.

- Capítulo 2: Anomalía temporal (Kotal Kahn): En el Mundo Exterior, Kotal Kahn gobierna como emperador. Mientras preparaba la ejecución de Kollector, uno de los hombres del desaparecido Shao Kahn, se produce una anomalía temporal causada por Kronika; esta une la línea temporal del presente con la del pasado, justo cuando Kung Lao celebraba su victoria como campeón del Mortal Kombat. De esa manera, Shao Kahn, Skarlet, Baraka, Scorpion, Kung Lao, Kitana, Liu Kang, Erron Black, Kano, Jax Briggs, Jade, Sonya Blade, Johnny Cage y Raiden se unen con sus contrapartes de la actual línea temporal. Se desata una confrontación entre los partidarios de Kotal y de Shao Kahn, resuelta cuando D'Vorah aparece para poner a salvo a Shao Kahn y sus aliados. Kronika les visita, ofreciendo una alianza a Shao Kahn para que los ejércitos de este protejan sus Arenas del Tiempo.

- Capítulo 3: Monjes shaolin (Liu Kang/Kung Lao): Debido a la anomalía temporal, el Raiden corrompido del presente desaparece, dejando atrás la influencia del Amuleto de Shinnok. Raiden quiere reunirse con los Dioses Antiguos para pedirles consejo, mientras que los Liu Kang y Kung Lao del pasado son enviados a la academia Wu Shi, lugar donde se oculta la fuente de energía del Jinsei, amenazada por las fuerzas del Mundo Exterior. Al llegar, se encuentran el templo destruido y los monjes muertos. Dentro son atacados por el Scorpion del pasado, el cual se ha unido a Kronika a cambio de que restaure el clan de los Shirai-Ryu, y por la Jade retornada. Finalmente llegan al Jinsei, donde se topan con sus contrapartes retornadas y con Geras, un subordinado de Kronika que extrae la energía del Jinsei para que la Guardiana esculpa las Arenas del Tiempo y así dar inicio a su plan.

- Capítulo 4: Fuego y hielo (Scorpion/Sub-Zero): Los Lin Kuei se unen a Kronika restaurando la Iniciativa Cyber de Sektor de convertir a los guerreros del clan en criaturas cibernéticas sin emociones. Hanzo Hasashi y Kuai Liang (Scorpion y Sub-Zero del presente) son enviados al cuartel de los Lin Kuei para detener esta operación. Dentro son atacados por Frost, una Lin Kuei que se ha unido a Kronika. Sub-Zero contacta con Cyrax, otro Lin Kuei transformado contra su voluntad en cyborg, para que los ayude a sabotear el plan de Sektor. Este les ataca, junto a Noob Saibot, sin embargo, consiguen desactivar a Sektor y que Cyrax detenga la producción de cyborgs. Los Kano de ambas líneas temporales trasladan el cuerpo de Sektor junto a Geras, aliándose con Kronika al restaurar a Sektor para que lidere a los Lin Kuei cibernéticos. Mientras tanto, Kronika visita a un veterano y deprimido Jax Briggs, persuadiéndole de unirse a ella.

- Capítulo 5: Verdades reveladas (Jade): Kitana y Jade colaboran en la causa de Kotal Kahn. Los tarkatanos se han unido a Shao Kahn, mientras que Kotal le sugiere a Kitana que trate de ganarse la lealtad de los shokan de la reina Sheeva. Se revela que Jade y Kotal mantienen una relación, infiltrándose en el campamento de Shao Kahn para confrontar a los tarkatanos. Sin embargo, Jade es descubierta y salvada en última instancia por Kotal. Este ordena la ejecución de todos los tarkatanos, lo que desata la ira y la frustración de Jade. En ese momento, aparece Shao Kahn, tomándolos como prisioneros. Por su parte, Raiden descubre que los Dioses Antiguos han desaparecido debido a la anomalía causada por Kronika; Cetrion, una de los Dioses Antiguos, se revela como hija de Kronika y hermana de Shinnok, afirmando que su madre planea devolver el equilibrio anterior restaurando a Shinnok a través de su Nueva Era.

- Capítulo 6: Un nuevo frente (Johnny Cage): Los ciber Lin Kuei y los miembros del Dragón Negro asaltan el cuartel de las Fuerzas Especiales. Los Kano toman cautivos a los Sonya Blade y Johnny Cage del pasado, mientras que el Johnny del presente cae malherido. Cassie logra colocar un transmisor en la nave que se lleva a sus progenitores, mientras el cuartel es destruido cuando Sektor se autodestruye, siendo salvados en última instancia los guerreros de la Tierra por Raiden, quien se los lleva al templo de los Shirai Ryu.

- Capítulo 7: Mayoría de edad (Kitana): Liu Kang y Kung Lao son enviados al Mundo Exterior para ayudar a la causa de Kotal Kahn. Entretanto, Kitana fracasa en ganarse el apoyo de la reina Sheeva, si bien esta sugiere que, si consiguen que los tarkatanos respalden a Kotal, meditará unirse a este. Kitana, Liu Kang y Kung Lao se infiltran en el campamento de Shao Kahn para rescatar a Jade, siendo descubiertos por Skarlet. Kitana desea parlamentar con Baraka, comandante de los tarkatanos; solo tras ser derrotado acepta su proposición de unirse al bando de Kotal. Sus partidarios llegan al coliseo de Shao Kahn justo cuando este se preparaba para ejecutar a Kotal, desatándose un enfrentamiento. Shao Kahn parece triunfar al derrotar a Kotal, mas Kitana se niega a rendirse y combate a su «padre». La princesa edeniana surge triunfante, cegando al tirano tras negarse a matarlo. Al observar que no es el más digno para gobernar, Kotal le cede la corona a Kitana, la cual es aclamada como «Kitana Kahn» y emperatriz del Mundo Exterior después de unir a todas las razas bajo su mando.

- Capítulo 8: Club de la lucha (Sonya Blade): Sonya y Johnny son arrojados a las jaulas de lucha del Dragón Negro obligados a combatir por los Kano, hasta que Cassie asalta el lugar junto con sus hombres. Sonya se enfrenta en solitario a ambos Kano; uno de ellos captura a Johnny amenazando con matarlo, lo que causaría que Cassie cesase de existir. Tras escucharlo, Sonya dispara en la cabeza al Kano del pasado, acabando con él, de manera que el Kano del presente desaparece igualmente.

- Capítulo 9: Todo queda en familia (Jax Briggs/Jacqui Briggs): Pese a perder el apoyo de Shao Kahn y del Dragón Negro, Kronika le revela al Liu Kang retornado que planea emplear las almas atrapadas por Shang Tsung en su isla. El Jax del pasado y Jacqui son enviados a la isla para recuperar la corona de Kronika por orden de Raiden. Se encuentran la isla desierta y abandonada, siendo atacados por los Kabal y Jade retornados, y por Noob Saibot. Cuando se disponían a tomar la corona, descubren que el Jax del presente se ha unido a Kronika para que esta evite que Jacqui se una a las Fuerzas Especiales. Jax y Jacqui se marchan con la corona, pero son confrontados por Cetrion, a quien consiguen derrotar empleando la corona, sin embargo, Cetrion amenaza con eliminar a Jacqui, forzando a Jax a devolverle la corona para salvar su vida. Ya con la corona, Kronika se alimenta de las almas capturadas por Shang Tsung, dispuesta a culminar su plan de una vez por todas.

- Capítulo 10: Al infierno y volver (Scorpion): Scorpion y Sub-Zero llegan al Inframundo, donde observan a Cetrion guiando a las fuerzas de Kronika hasta su guarida, a la vez que bloquea su acceso. El plan de Raiden es que Kharon, navegante del mar de la sangre, los guíe hasta ella. Scorpion se queda en el Inframundo, donde localiza a Kharon, si bien es atacado por D'Vorah y el Scorpion del pasado. El primero trata de persuadir a su contraparte de renunciar a su alianza con Kronika, pero se ve atacado a traición por D'Vorah, la cual emplea un veneno que acaba con él. Con sus últimas palabras, le ruega a su homólogo del pasado que colabore con Raiden para proteger el Reino de la Tierra. De vuelta a la Tierra, trata de persuadir a Raiden y Sub-Zero de sus intenciones, pero no le creen.

- Capítulo 11: Cortando cabos (Raiden): Raiden se deja llevar por el poder del Amuleto de Shinnok, derrotando a Scorpion y corrompiendo su espíritu. Al ser confrontado por Liu Kang, se da cuenta de que esas vivencias ya las había experimentado en múltiples ocasiones; finalmente, entiende que Kronika siempre lo ha guiado a combatir contra Liu Kang en todas las líneas temporales, debido a que Liu Kang siempre acaba falleciendo en todas ellas. Kronika aparece ante los guerreros de la Tierra y se lleva a Liu Kang, preparándose para la eventual llegada de Raiden y sus aliados al Inframundo. Estos viajan en la flota de Kharon; Cassie, Jax y Jacqui dirigen a las Fuerzas Especiales, Kitana a los ejércitos del Mundo Exterior, Scorpion a los Shirai Ryu y Sub-Zero a los Lin Kuei. Frost, el Jax del presente y Geras dirigen la flota encargada de detenerlos; Raiden persuade a Jax de las verdaderas intenciones de Kronika, a la vez que consigue arrojar a Geras al mar de sangre, el cual se hundirá en este por toda la eternidad. Finalmente, Sub-Zero consigue desactivar a Frost, de manera que acaba con los Lin Kuei cibernéticos. Por su parte, el retornado Liu Kang absorbe el alma de su contraparte y combate contra Raiden, quien entiende que debe salvarlo en lugar de acabar con él. Liu Kang y Raiden se combinan en un solo ser, ahora conocido como «Liu Kang: Dios del Fuego».

- Capítulo 12: El fin de una era (Liu Kang: Dios del Fuego): Los ejércitos de la Tierra y el Mundo Exterior combaten a las tropas del Inframundo de Kronika, llegando a las puertas de su fortaleza. Gracias al poder de Liu Kang, sus ejércitos son diezmados y acceden a su fortaleza. Liu Kang, Kitana y Kung Lao llegan ante Kronika y sus aliados, sin embargo, esta comienza a revertir el tiempo, de manera que todos sus aliados regresan a las naves. Liu Kang derrota a los Jade, Kung Lao y Kitana retornados y posteriormente a Cetrion, quien le otorga su poder a su madre. Liu Kang y Kronika se enfrentan finalmente, pudiendo ocurrir tres finales diferentes dependiendo del resultado de la batalla.

Dependiendo de si el jugador sufre alguna derrota en el combate contra Kronika se desbloquearán varios finales:
- Sin derrotas: Liu Kang derrota a Kronika y acaba con su existencia. Un Raiden que ya no es un dios se revela ante él, afirmando que es el nuevo protector de la Tierra y Guardián del Tiempo. Liu Kang afirma que necesitará a alguien a su lado que le ayude en su tarea, de manera que acude a buscar a Kitana para que juntos forjen las Arenas del Tiempo durante toda la eternidad.

- Una derrota: Liu Kang derrota a Kronika, pero debido a que esta extendió el tiempo hasta el devenir de los tiempos, Liu Kang no puede reencontrarse con Kitana. Raiden aparece ante él, afirmando que tratará de guiarlo y ser su consejero durante el tiempo que le quede de vida ahora que es el nuevo Guardián del Tiempo.

- Derrotado: Kronika vence a Liu Kang, decapitándolo y proclamando el inicio de su Nueva Era.

### Aftermath
El contenido extra de Aftermath añade sucesos posteriores a Mortal Kombat 11. A través de esta expansión se revela que el final canónico es en el cual Liu Kang derrota a Kronika en los albores del tiempo, permaneciendo un Raiden que ya no es divino a su lado. Cuando Liu Kang se disponía a restaurar el flujo del tiempo, un portal aparece, surgiendo de este Shang Tsung, Fujin y Nightwolf los cuales fueron enviados a una dimensión en donde existía un vacío temporal al haberse negado a colaborar con los planes de Kronika del cual pudieron salir gracias a la muerte de la Titanide. Shang Tsung afirma que si Liu Kang intenta restaurar el flujo del tiempo, el reloj del tiempo será destruido debido a que no posee el poder suficiente para controlarlo. Sugiere hacerse con la corona de Kronika empleando el tiempo para trasladarlo a él justo al momento en el cual Cetrion acudió a por ella en su isla. Raiden y Fujin no confían en el hechicero, aunque Liu Kang acepta seguir su plan, enviando a Shang Tsung junto a Fujin y Nightwolf a la isla.
- Capítulo 13: Flecha del tiempo (Nightwolf): El plan no sigue el rumbo planeado y los tres enviados aparecen en el Mundo Exterior, justo en el momento en el cual se desata el combate en el coliseo de Shao Kahn entre este y los partidarios de Kotal Kahn. Para poder vencer a Cetrion y arrebatarle la corona, Shang Tsung sugiere revivir a Sindel, la antigua emperatriz del Mundo Exterior; Fujin se muestra reticente, pues Sindel fue la responsable de acabar con casi todos los guerreros de la Tierra en Mortal Kombat (2011), mas el hechicero afirma que una vez Sindel regrese lo hará en su forma humana, la cual no estaba corrompida por la magia de Quan Chi; para ello, Shang Tsung planea usar la energía del Jinsei para restaurar el cuerpo de Sindel. Mientras eso sucede, Kronika descubre la existencia de los tres enviados. Finalmente, el trío llega al Inframundo, donde son capturados por el Liu Kang retornado y enviados con los Sindel y Nightwolf retornados; allí, Nightwolf derrota a su contraparte retornada, lo que aprovecha Shang Tsung para absorber su alma.

- Capítulo 14: Guardia eterna (Sheeva): Shang Tsung le pide a la reina Sheeva que les deje acceder a la Cámara de Almas en función de poder resucitar a Sindel empleando a su homóloga retornada como recipiente de su alma. Mientras accedían a la cámara son descubiertos por Baraka, Erron Black y Jade, quienes tratan de prevenir que entren en la Cámara, pero fracasan. Finalmente, introducen el cuerpo de Sindel en la Cámara. Kitana Kahn es advertida por Jade de sus intenciones, pero no puede evitar que su madre regrese a la vida. El reencuentro es emotivo pero breve, pues deben cumplir su misión.

- Capítulo 15: Aires de cambio (Fujin): El grupo llega hasta la isla de Shang Tsung, donde son atacados por los Kabal y Jade retornados, Noob Saibot y Jax, quienes custodian la corona de Kronika. Al intentar cogerla, aparece Cetrion, quien es derrotada por Sindel y Nightwolf. Al haberse adelantando en el tiempo, justo en ese momento aparecen Jax y Jacqui Briggs con sus hombres, siendo persuadidos por el Jax Briggs del presente de las intenciones del grupo para con la corona. Fujin y Shang Tsung llegan al templo de los Shirai Ryu para hablar con Raiden, después de superar la corrupción del Amuleto de Shinnok. Kronika aparece entonces, revelando que Shang Tsung es el creador de su corona, por eso conoce tanto sobre sus detalles. Raiden insiste en que Kronika no controlará las Arenas del Tiempo; empleando el poder de la corona, y con la ayuda de Raiden y de Shang Tsung, Fujin consigue rechazar a Kronika.

- Capítulo 16: Visiones de un imperio (Shao Kahn/Sindel): En el Mundo Exterior, se revela que Sindel ha estado conspirando con Shang Tsung para emplear el poder de la corona y así forjar un imperio eterno del Mundo Exterior. Tras aparentar ser leal a su hija Kitana Kahn, su primera acción es liberar a su esposo, Shao Kahn. Tras derrotar a la reina Sheeva, manipula a los shokan para que le rindan pleitesía, a continuación, cura a Shao Kahn empleando la Cámara de Almas. Los shokan atacan a las Fuerzas Especiales justo cuando se preparaban para embarcar para cruzar el Mar de Sangre, derrotando Shao Kahn y Sindel a Sonya, Cassie y Johnny Cage. Tras tomar posesión de su flota, atacan a Kitana, Liu Kang y Kung Lao. Sindel revela entonces la verdad; ella fue quien asesinó a Jerrod, rey de Edenia y padre de Kitana, creyéndole un rey débil, igual que su hija. Shao Kahn y Sindel derrotan a Liu Kang y Kitana, ganándose la lealtad de las razas del Mundo Exterior.

- Capítulo 17: Jaque mate (Shang Tsung): Las fuerzas de Raiden y sus aliados llegan ante la fortaleza de Kronika. Raiden se prepara para su batalla atemporal con Liu Kang, percatándose de que Shao Kahn ha desembarcado justo tras arrojar la cabeza decapitada de Kotal. Fujin insiste en combatir contra ellos, mas Raiden le persuade de que le entregue la corona para que sea él quien lo haga, revelándose que todo era una trampa de Shang Tsung, quien, adoptando la identidad de Raiden, toma posesión de ella, obteniendo una apariencia rejuvenecida y un nuevo poder. Derrota a Nightwolf, Fujin y Raiden, absorbiendo las almas de estos dos últimos. Shang Tsung, Shao Kahn y Sindel penetran en la guarida de Kronika, derrotando a los retornados; cuando parecía que Kronika sería la siguiente caer, Shang Tsung traiciona a Shao Kahn y Sindel, derrotándolos y absorbiendo igualmente sus almas. Shang Tsung derrota finalmente a Kronika, absorbiendo su alma y acabando con su existencia. Cuando se preparaba para tomar control de las Arenas del Tiempo, Liu Kang como Dios del Fuego surge de un portal revelando que engañó a Shang Tsung sabiendo que su obsesión con el poder lo haría traicionar a todos esperando el momento oportuno para actuar. Liu Kang confronta a Shang Tsung, afirmando que forjará una Nueva Era donde sus aliados permanecen con vida.

El final de esta historia depende de la elección del jugador en la batalla entre Liu Kang y Shang Tsung, variando si escoge al primero o al segundo:
- Liu Kang: Liu Kang derrota a Shang Tsung, acabando con su existencia y tomando posesión de la corona de Kronika. Ahora él forja las Arenas del Tiempo. Liu Kang se presenta en el templo shaolin, donde se encuentra con el primer Kung Lao, a quien toma como su campeón y lo alienta a entrenar para la batalla que se avecina, siendo este el final que da pie a los sucesos de Mortal Kombat 1.

- Shang Tsung: Shang Tsung absorbe el poder de Liu Kang y acaba con su vida. Ahora con un poder inconmensurable, forja las Arenas del Tiempo. La acción traslada a un escenario donde Shang Tsung de enormes dimensiones recibe la visita de Raiden y Fujin, quienes le comunican que la Tierra, el Mundo Exterior y el Inframundo han sido conquistados; el Reino del Caos y el Reino del Orden serán los siguientes.

## Personajes

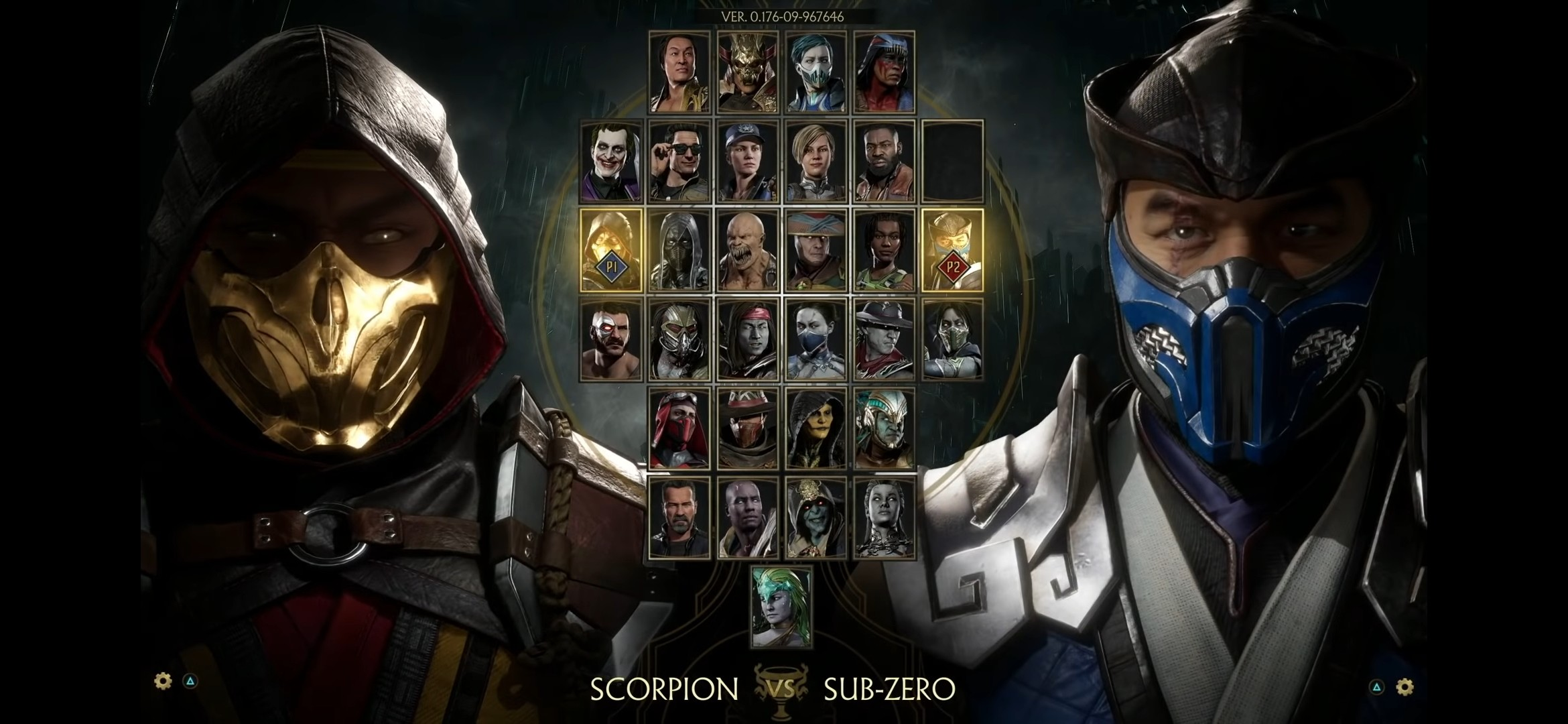
Pantalla de selección de personajes, mostrando a Scorpion y Sub-Zero

La plantilla consta de 37 peleadores jugables (de los cuales uno es desbloqueable, pero que se puede adquirir mediante pago, y trece son contenido descargable).
Los personajes en negrita debutan en la serie, mientras que los invitados están en cursiva.
| Plantilla base | Contenido descargable |
| --- | --- |
| - Baraka - Cassie Cage - Cetrion - D'Vorah - Erron Black - Frost - Geras - Jacqui Briggs - Jade - Jax Briggs - Johnny Cage - Kabal - Kano - Kitana - Kollector - Kotal Kahn - Kung Lao - Liu Kang - Noob Saibot - Raiden - Scorpion - Skarlet - Sonya Blade - Sub-Zero | - Fujin - The Joker - Mileena - Nightwolf - Rain - Rambo - RoboCop - Shao Kahn - Shang Tsung - Sheeva - Sindel - Spawn - Terminator T-800 |

1. ↑  Desbloqueable. Se puede adquirir mediante pago.
2. 1 2 3  Expansión: Aftermath.
3. 1 2 3 4 5 6  Kombat Pack 1.
4. 1 2 3  Kombat Pack 2.
5. ↑  Bonificación de reserva y compra en línea.

Junto con los personajes clásicos de la serie como Baraka, Raiden, Scorpion, Sonya Blade y Sub-Zero, y otros como Skarlet, que regresa del reinicio de 2011, se presentaron cuatro nuevos luchadores. En primer lugar está Kronika, quien es el primer personaje femenino que funge como jefa en la serie, tiene habilidades sobre el flujo del tiempo y ha estado supervisando los eventos de los plazos desde el comienzo de los eventos en la franquicia de Mortal Kombat. Geras, una construcción y protector de Kronika, quien como ella, tiene habilidades sobre el flujo del tiempo y puede producir ataques a base de arena; Cetrion, una "Diosa Mayor" que controla las fuerzas elementales, es la hermana de Shinnok e hija de Kronika; Y Kollector, el Naknadano de seis brazos que sirve como recaudador de tributos al imperio del Outworld.
Personajes tales como Kronika, Shinnok, Sektor, Cyrax, Smoke, Reptile, Kintaro, Ermac y Gran Kung Lao tienen modelos incluidos en el juego como parte de movidas de otros luchadores (Ermac, Reptile, Smoke y Kintaro), jefes finales (Kronika), participación en cinemáticas del modo historia (Sektor, Cyrax, Shinnok y Gran Kung Lao) o la krypta, pero sin la posibilidad de utilizarlos. Los consumibles del modo torres, algunos finales y diálogos hacen referencia o mencionan a estos peleadores u otros que no están incluidos de ninguna forma.

## Desarrollo
En el primer tráiler aparece Raiden en su forma oscura en una lucha sangrienta contra el personaje Scorpion en una versión destruida del escenario Courtyard de la primera entrega, con los monjes ahora momificados de los que solo queda el esqueleto. Cuando Raiden acaba con Scorpion, aparecen su versión de Mortal Kombat II y Mortal Kombat 3 y mata a Raiden. Después de la presentación, se puede ver a una misteriosa mujer con aspecto divino observando un reloj de arena gigante y luego se da un anuncio de preventa para obtener al personaje Shao Kahn.
Luego, en la presentación comunitaria, Ed Boon mostró cinemáticas con fragmentos de jugabilidad en las que se revelaron las apariciones de Baraka, Sonya Blade, Skarlet, Sub-Zero y un nuevo personaje llamado Geras de apariencia similar a la misteriosa mujer del reloj de arena, cuyo nombre es Kronika. También se mostró la introducción del modo historia, en el que Raiden mutila a Shinnok antes de la escena final de Mortal Kombat X, y donde Kronika vuelve a hacer aparición. Finalmente se presentó a la artista marcial mixta y luchadora profesional, Ronda Rousey, como la voz en inglés de Sonya Blade.
El 31 de enero de 2019 se llevó a cabo el evento "convocación" en Brasil, donde, además de recapitular la revelación del 17 de enero, se reveló a Kano como personaje jugable con su aspecto premium "Cangaceiro" que fue exclusivo para Brasil, mientras que para el Reino Unido tuvo como aspecto premium el "Kold War" para Skarlet. Después de este evento se realizaron los Kombat Kast, que fueron transmisiones en vivo en las que el equipo de desarrolladores revelaron los personajes que incluyó el juego base así como los aquellos que fueron parte de paquetes descargables, analizando su historia y jugabilidad. 
El 2 de julio del 2021, la cuenta oficial del juego comunicó que el título ya no recibiría contenido nuevo, pues el equipo ahora estaba centrado en nuevos proyectos.

### Contenido descargable
En C2E2 el 22 de marzo de 2019, Shang Tsung fue anunciado como el primer personaje descargable, que regresaba del reinicio de 2011, con la voz y la imagen de Cary-Hiroyuki Tagawa.El 31 de mayo de 2019, se anunciaron cinco combatientes adicionales que se lanzarán bajo el primer Kombat Pack con Shang Tsung. Tres de los personajes confirmados fueron Nightwolf y Sindel, ambos regresando del juego Mortal Kombat 2011, y Spawn de Image Comics por Todd McFarlane, haciendo su debut prometido en la serie como personaje invitado y presentando a Keith David repitiendo el papel como el personaje titular. De la serie animada de HBO, Todd McFarlane's Spawn. En febrero de 2015, McFarlane otorgó a Netherrealm una ventana de permiso limitada para usar Spawn como personaje invitado para sus títulos. Sin embargo, en abril de 2015, Ed Boon reveló que Spawn había sido discutido como un personaje invitado potencial al principio del desarrollo, pero que no sabía que McFarlane había hecho la oferta hasta después del lanzamiento de Mortal Kombat X Durante San Diego Comic-Con 2019, McFarlane expresa su entusiasmo por la inclusión de Spawn en su nombre que les dio a los desarrolladores de NetherRealm Studios libertad creativa sobre cómo se representa a Spawn en el juego. Keith David describió su entusiasmo al regresar a la voz de Spawn como 'Se siente como en casa'.El avance del juego con Spawn fue lanzado el 8 de marzo de 2020, durante el torneo 'Final Kombat', donde David asistió al evento como invitado junto con el debut del avance de la Banda Roja para la película animada, Mortal Kombat Legends: Scorpion's Revenge.
El 1 de agosto de 2019, un adelanto humorístico que se burló del paradero de la totalidad del Paquete Kombat se subió momentos después del tráiler de Nightwolf, confirmando la fecha de lanzamiento del tráiler el 21 de agosto de 2019. Los dos personajes invitados restantes fueron revelados el día del lanzamiento del tráiler. Estos fueron el modelo T-800 de la franquicia Terminator y el Joker de DC Comics, que marcó su regreso a la serie desde Mortal Kombat vs DC Universe después de ser un personaje jugable en la serie Injustice, Con el actor de voz Richard Epcar retomando el papel de la serie antes mencionada. Como un lanzamiento vinculado a Terminator: Dark Fate, Arnold Schwarzenegger proporcionó la apariencia y captura facial de Terminator, con el personaje expresado por Chris Cox, quien fue designado por el propio Schwarzenegger. En una entrevista de diciembre de 2015, Ed Boon reveló que, al igual que Spawn, Terminator había sido considerado como un personaje invitado para Mortal Kombat X. La revelación del diseño del Joker se encontró con una recepción negativa, lo que generó una ola de fanáticos en línea que lo comparó con un cosplay pobre. Un avance del joker debutó el 12 de diciembre de 2019 y reveló que el Joker tuvo un rediseño debido a la reacción inicial en agosto. El rediseño para el Joker fue más tarde bien recibido, citando mejoras en sus rasgos faciales en lugar de la revelación inicial. Ed Boon inicialmente describió la presencia del Joker como 'perverso', en contraste con sus apariciones anteriores que fueron atenuadas tanto en juegos de 'Injusticia' como en 'Mortal Kombat vs. DC Universe' para asegurar la calificación T. Otro Joker fue subido el día de Año Nuevo 2020, presentando el graffiti característico del personaje y sonriendo en las paredes de Arkham Asylum durante los fuegos artificiales, seguido de risas. Dos semanas después, Boon luego publicó una imagen de juego del Joker cubierto de sangre a través de su cuenta Twitter, prometiendo una muestra de lo que vendrá para la inclusión del personaje. El tráiler del juego se lanzó oficialmente dos días después, el 16 de enero de 2020, mostrando el nuevo conjunto de movimientos y fatality del Joker.
Al igual que Mortal Kombat X, Mortal Kombat 11 recibió paquetes de aspectos incluidos en el Kombat Pack con una semana de anticipación y posteriormente lanzados de forma individual, normalmente estos consisten en aspectos y equipo para tres personajes y uno extra exclusivo para los poseedores del Kombat Pack como el aspecto de Harley Quinn para Cassie Cage. Otros aspectos forman parte de la tienda premium de juego, como lo son los aspectos exclusivos para Scorpion y Sub-Zero de las ediciones coleccionistas, los aspectos clásicos de Mortal Kombat II para Kitana, Skarlet, Jade, Rain y Mileena o aquellos aspectos que fueron parte de las preventas de reediciones del juego. Mientras que un paquete de aspectos de día de brujas se lanzó por separdo, y en octubre fue lanzada Sindel. En enero de 2020, se anunció el lanzamiento de un paquete de aspectos inspirados en algunos de los personajes de DC Comics junto al Joker y el aspecto premium de Darkseid para Geras. En marzo de 2020, se lanzó un paquete de aspectos inspirados en películas famosas junto a Spawn y el aspecto premium de 'Hellspawn' para Jacqui Briggs.
El 26 de mayo de 2020 se lanzó Mortal Kombat 11: Aftermath, esta versión incluyó todo el contenido descargable lanzado hasta ese momento, a los nuevos personajes: Sheeva, Fujin y RoboCop, y cuatro paquetes de aspectos, además de la continuación del modo historia.
El 8 de octubre se anunció la edición definitiva del juego Mortal Kombat 11: Ultimate, revelando a los últimos tres personajes descargables para el título: Rain, Mileena y Rambo. Dicha edición también incluye Aftermath, el Kombat Pack 1 y 2, y el juego base. El 24 de noviembre se lanzó el último contenido descargable, este fue el paquete de aspectos de la película lanzada en 1995, este incluye a Christopher Lambert como Raiden, Linden Ashby como Johnny Cage y Bridgette Wilson como Sonya Blade, en la versión en inglés las voces de los personajes también son interpretadas por los actores.

## Recepción
Mortal Kombat 11 recibió críticas "generalmente favorables" de los críticos, de acuerdo con el sitio web de reseña y crítica Metacritic, que calculó una puntuación promedio de 83/100 para la versión de PlayStation 4 y 89/100 para la de Xbox One. IGN elogió el combate y su ritmo más lento en comparación con el videojuego anterior de la serie, así como el tutorial ampliado, el modo historia y el código de red mejorado. Sin embargo, condenó la progresión ascendente del juego y el sistema de desbloqueo de personalización, que se describió como "frustrantemente truculento y aburrido".Gamespot le dio al juego un 9, elogiando el sistema de lucha llamándolo 'accesible, profundo y emocionante' y alabando el modo historia. Sin embargo, criticaron el 'requisito de progresión siempre en línea', así como la aleatorización de las recompensas en la cripta
La versión del juego para Nintendo Switch también fue bien recibida. Nintendo le dio al juego un 9, elogiando el modo historia del juego, el modo de personalización y los tutoriales del juego, aunque declaró que las características en línea son donde la versión de Nintendo Switch 'se queda corta'. Nintendo Life le dio al juego un 8 de 10, elogiando el juego por sus características, aunque fue crítico en los gráficos del juego, afirmando que 'es una experiencia de primer rendimiento que alcanza 60 fps, y cuenta con todos los modos y mecánicos de otras versiones, solo con una rebaja notable en la estética.

### Ventas
En Norteamérica, Mortal Kombat 11 fue el software de videojuegos más vendido para el mes de abril. Esto, junto con Fortnite , contribuyó a que las ventas de juegos digitales alcanzaran más de $ 8.8 mil millones en abril. Mortal Kombat 11 se convirtió en el software de videojuegos más vendido en Norteamérica para el siguiente mes de mayo, tanto para Xbox One como para PlayStation 4, las ventas del juego casi se duplicaron en comparación con las entregas anteriores de la serie
En mayo de 2019, el juego alcanzó el número 1 en Australia y el número 2 en Nueva Zelanda. Fue el cuarto juego más descargado en las listas europeas de PlayStation Store en abril de 2019.
En general, Mortal Kombat 11 fue el quinto juego más vendido de 2019 y el cuarto juego de PS4 más vendido de 2019.

## Controversias
Debido a su juego violento, Mortal Kombat 11 está prohibido en Indonesia, Japón, China y Ucrania. En Ucrania, se debe a las leyes de descomunización ucranianas Algunos de estos símbolos están presentes en las imágenes de 'Kollection' y en el disfraz adicional del personaje Skarlet, que también fue parte de la Edición Premium de MK11.
Mortal Kombat 11 también recibió una fuerte reacción por parte de la base de fanáticos tras reducir drásticamente la sexualización de los personajes femeninos. El creador Ed Boon reveló en entrevista que era 'poco realista' que las luchadoras estuvieran vestidas en 'traje de baño' y pensó que varias de sus entregas habían ido demasiado lejos en ese aspecto por lo que decidió renovar su equipo de diseño.
En 2019, un desarrollador de Mortal Kombat 11 reveló al sitio web Kotaku que el equipo había recurrido a un terapeuta y fueron diagnosticados con trastorno de estrés postraumático (TEPT) debido a la constante violencia gráfica con la que tenían que trabajar en el juego. Los desarrolladores sufrieron de trauma debido a la incesante exposición a animaciones violentas y sangrientas y a materiales de investigación de "la vida real", tales como vídeos e imágenes de víctimas de asesinato y animales sacrificados, a tal punto de tener pesadillas violentas y gráficas en su descanso. El estudio también fue acusado de instituir la "cultura de crunch", con empleados que trabajaban de 80 a 100 horas a la semana para cumplir con los plazos de presentación, también fue criticado por carecer de un proceso de reformación para los trabajadores que habían sido mentalmente afectados por el contenido violento a desarrollar en el juego.
En enero de 2021, un jugador profesional del juego llamado Titaniumtigerzz fue descalificado de una competición por nombrar a una variación de Sheeva "WhyDidNRSdoThis" (literalmente ¿Por qué NetherRealm Studios hizo esto?). Dicho nombre fue una crítica leve a la fuerza del personaje según sus palabras.